# Gofferowate
Gofferowate (Geomyidae) – rodzina ssaków z rzędu gryzoni (Rodentia) przystosowanych do życia podziemnego.

## Budowa
Gofferowate to niewielkich rozmiarów gryzonie. Ważyć mogą od 50 do kilkuset g. Te mniejsze wyniki charakterystyczne są dla przedstawicieli plemienia Thomomyini, osiągających masę od 50 do 300 g. Większe od nich Geomyini ważą od 300 do 900 g.
Czaszka jest masywna. Gofferowate mają w szczęce i połówce żuchwy pojedynczy siekacz, pojedynczy ząb przedtrzonowy i po trzy trzonowce, podobnie jak blisko z nimi spokrewnione bobrowate i karłomyszowate, ale też znacznie dalsze popielicowate. Zęby te nie zaprzestają wzrostu, osiągają przez to duże rozmiary. Zwierzę używa ich podczas kopania.
| Wzór zębowy | Wzór zębowy | I | C | P | M |
| ----------- | ----------- | - | - | - | - |
| 20          | =           | 1 | 0 | 1 | 3 |
| 20          | =           | 1 | 0 | 1 | 3 |

Gofferowate mają zewnętrzne worki policzkowe po obu stronach pyska, z zewnętrznym ujściem, ciągnące się od policzków do ramion i wysłane od wewnątrz futrem. Służą one do przenoszenia pokarmu do nory czy też materiału budulcowego. Podobne występują jedynie u karłomyszowatych. Torby policzkowe innych gryzoni nie są z nimi homologiczne.
Szyja nie występuje, zawadzałaby pod ziemią, a ciało ma kształt wałeczkowaty. Kończyny są krótkie a silne, zakończone potężnymi pazurami przydatnymi podczas kopania i wyrzucania ziemi na zewnątrz.

## Ewolucja
Gofferowate wyodrębniły się w późnym eocenie w Ameryce Północnej czy Centralnej. Przynajmniej dwa razy przeszły radiację adaptacyjną, ostatni raz w plejstocenie, i więcej niż jeden raz przystosowały się do fosorialności. Podziemny tryb życia przekłada się na niewielkie zdolności do migracji. Populacje zamieszkujące bardziej oddalone obszary zazwyczaj nie komunikują się ze sobą, co sprzyja oddzielaniu się od siebie aż do wytworzenia odrębnych gatunków. W efekcie do rodziny zaliczane są liczne gatunki.

## Systematyka

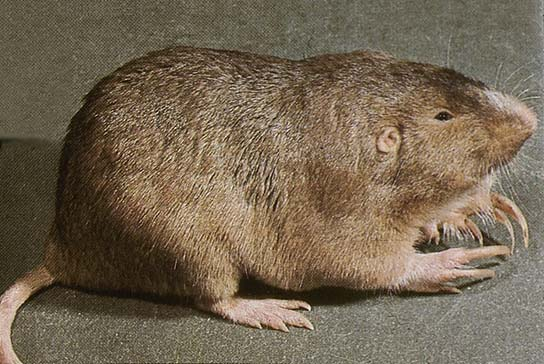
Goffer równinny

Do rodziny gofferowatych należy jedna występująca współcześnie podrodzina (wraz z plemionami i rodzajami):
- podrodzina: Geomyinae Bonaparte, 1845
  - plemię: Thomomyini R.J. Russell, 1968
    - rodzaj: Thomomys Wied-Neuwied, 1839 – goffernik
    - rodzaj: Prothomomys May, Woodburne, Lindsay, Albright, Sarna-Wojcicki, Wan & Wahl, 2011 – takson wymarły

  - plemię: Geomyini Bonaparte, 1845
    - rodzaj: Geomys Rafinesque, 1817 – goffer
    - rodzaj: Zygogeomys Merriam, 1895 – tuzo – jedynym przedstawicielem jest Zygogeomys trichopus Merriam, 1895 – tuzo leśny
    - rodzaj: Orthogeomys Merriam, 1895 – taltuza – jedynym przedstawicielem jest Orthogeomys grandis (O. Thomas, 1893) – taltuza olbrzymia
    - rodzaj: Heterogeomys Merriam, 1895
    - rodzaj: Pappogeomys Merriam, 1895 – goffertak – jedynym przedstawicielem jest Pappogeomys bulleri (O. Thomas, 1892) – goffertak stokowy
    - rodzaj: Cratogeomys Merriam, 1895 – gofferowiec
    - rodzaj: Pliogeomys Hibbard, 1954 – takson wymarły

- taksony wymarłe o niepewnej pozycji systematycznej i niezaliczane do żadnego z powyższych plemion[10]:
rodzaj: Parapliosaccomys Shotwell, 1967
rodzaj: Pliosaccomys R.W. Wilson, 1936
rodzaj: Reynoldsomys Albright, 1999

Opisano również podrodzinę wymarłą obejmującą gofferowate żyjące od późnego eocenu do środkowego miocenu:
- podrodzina: Entoptychinae G.S. Miller & Gidley, 1918
  - rodzaj: Entoptychus Cope, 1878
  - rodzaj: Gregorymys Wood, 1936
  - rodzaj: Pleurolicus Cope, 1878
  - rodzaj: Ziamys Gawne, 1975

## Rozmieszczenie geograficzne
Gofferowate występują w Ameryce Północnej i Ameryce Środkowej od Kanady do północnej Kolumbii.

## Tryb życia
Zwierzęta te prowadzą podziemny tryb życia jako jedna z siedmiu linii gryzoni, które zaadaptowały się do fosorialności. Pożywienia szukają jednak na powierzchni ziemi, zwłaszcza w bezksiężycowe noce. Wtedy widać, że nie utraciły pod ziemią zdolności szybkiego przemieszczania się na powierzchni.
Gofferowate wiodą samotne życie. W relacje z innymi osobnikami wstępują tylko w okresach rozrodu, które następują u większych przedstawicieli raz w roku, u mniejszych kilkukrotnie, 2–3 razy. Po ciąży samica rodzi od dwóch do pięciu ślepych i nagich młodych, które dopiero później porastają włosem i otwierają oczy. Wcześnie opuszczają norę matki, zmuszone do znalezienia sobie własnego miejsca do życia, przy czym samce czynią tak wcześniej od samic. Ich długość życia wynosi do pięciu lat.

## Ekologia
Gofferowate preferują tereny rolnicze, dobrze radzą sobie w siedliskach zmienionych działalnością człowieka. Napowietrzają glebę i mieszają ją. Rolnicy traktują je jako szkodniki spożywające rośliny uprawne.

## Status
Gofferowate przystosowały się do środowisk zmienionych ręką ludzką, tak więc większości gatunków nie grozi wyginięcie. Wyłamują się z tego nieliczne gatunki o bardziej zawężonych wymaganiach. Tak więc dwóch przedstawicieli rodziny jest krytycznie zagrożonych wyginięciem, kilku innych zagrożonych.